# Бела Ахмадулина
Белла (Изабелла) Ахатовна Ахмадулина (на руски: Белла Ахатовна Ахмадулина) е руска поетеса, една от водещите фигури в руската литература от втората половина на 20 век.
Член на Съюза на руските писатели, на изпълкома на Руския ПЕН център, на Обществото на приятелите на Музея за изобразителни изкуства „А. С. Пушкин“. Почетен член на Американската академия за изкуство и литература. Лауреат на Държавната премия на Руската федерация и Държавната премия на СССР.

## Стихосбирки
- „Струна“ (М., Советский писатель, 1962)
- „Озноб“ (Франкфурт, 1968)
- „Уроки музыки“ (1969)
- „Стихи“ (1975)
- „Свеча“ (1977)
- „Сны о Грузии“ (1977, 1979)
- „Метель“ (1977)
- альманах „Метрополь“ („Много собак и собака“, 1980)
- „Тайна“ (1983)
- „Сад“ (1987)
- „Стихотворения“ (1988)
- „Избранное“ (1988)
- „Стихи“ (1988)
- „Побережье“ (1991)
- „Ларец и ключ“ (1994)
- „Шум тишины“ (Иерусалим, 1995)
- „Гряда камней“ (1995)
- „Самые мои стихи“ (1995)
- „Звук указующий“ (1995)
- „Однажды в декабре“ (1996)
- „Созерцание стеклянного шарика“ (1997)
- „Собрание сочинений в трёх томах“ (1997)
- „Миг бытия“ (1997)
- „Нечаяние“ (стихи-дневник, 1996—1999)
- „Возле ёлки“ (1999)
- „Друзей моих прекрасные черты“ (2000)
- „Стихотворения. Эссе“ (2000)
- „Зеркало. XX век“ (стихи, поэмы, переводы, рассказы, эссе, выступления, 2000)
- „Пуговица в китайской чашке“ (2009)
- „Нечаяние“ (2010)